# Louis Deibler
 (décembre 2012).
Si vous disposez d'ouvrages ou d'articles de référence ou si vous connaissez des sites web de qualité traitant du thème abordé ici, merci de compléter l'article en donnant les références utiles à sa vérifiabilité et en les liant à la section « Notes et références ».
Pour les articles homonymes, voir Deibler.
Louis Deibler, né le 12 février 1823 à Dijon (Côte-d'Or) et mort le 6 septembre 1904 à Paris (Seine), est un bourreau français, 3e de la profession à exercer la fonction d'exécuteur en chef des arrêts criminels de France métropolitaine.

## Biographie
Louis Antoine Stanislas Deibler, né le 12 février 1823 à Dijon, est le fils de Josef Anton Deubler, né en 1789, descendant d'une lignée allemande de Scharfrichter (en français : bourreaux), officiant dans le Wurtemberg depuis 1694, ancien grognard de la Grande Armée, qui s'installe dans l'Ain en 1815 où il devient tenancier d'un café. Il y fait deux rencontres importantes : la jeune Marguerite Boyer, qui deviendra bientôt son épouse, et celle d'un client qui n'est autre que Claude Chrétien, le bourreau de Lyon. Celui-ci, apprenant dans la conversation que Joseph Deibler (« Deubler » a francisé son identité) est enfant de bourreau, lui conseille de se rendre à Dijon prêter main-forte à l'exécuteur local, Louis Antoine Stanislas Desmorest. Les Deibler s'installent donc en Côte-d'Or et la bienveillance de Desmorest à leur égard fera que leur premier héritier mâle, né à Dijon le 12 février 1823, portera les mêmes prénoms : Louis Antoine Stanislas. 
Joseph Deibler continue par la suite à voyager à travers la France, successivement exécuteur à Saintes en Charente-Inférieure, à Saint-Flour, dans le Cantal, puis exécuteur de Bretagne à Rennes en 1853, où il mourra chez lui, le 9 avril 1874, âgé de 81 ans, alors qu'il était à la retraite. 
Entre-temps, Louis, devenu un jeune homme robuste mais boiteux, a très tôt commencé à assister son père. Il a également, pendant qu'il vivait à Saint-Flour, appris la menuiserie. Mais la vocation exécutrice est plus importante : il quitte la France et devient aide à Alger en 1853 avant d'épouser Zoé, la fille de son patron Antoine Rasseneux, le 6 novembre 1858. Deux enfants, Berthe-Hélène en 1861 et Anatole en 1863 agrandiront la famille (les trois enfants suivants ne survécurent pas). Louis est nommé à la place de son père à Rennes en 1863, puis devient adjoint à l'exécuteur national métropolitain à Paris le 24 juillet 1871, sa candidature ayant été retenue grâce à son expérience et à son attitude sans taches. 
Après avoir officié sous les ordres de Jean-François Heidenreich, puis de Nicolas Roch (dont il est premier adjoint), Louis devient exécuteur en chef le 15 mai 1879 et il exécute 4 jours plus tard son premier condamné (le triple parricide Laprade à Agen). On remarque son extrême lenteur, qui contraste énormément avec la rapidité brusque de Nicolas Roch, mais aussi sa brusquerie : lors de cette exécution, Laprade, un colosse de vingt ans, se débat tant et si bien qu’il choit au sol. Deibler lui prend la tête par les cheveux et lui cogne le front au sol, l’assommant à demi. Les magistrats s’offusquent : « Qu’avez-vous fait ? » Deibler répond : « Je l’ai sonné. ». 

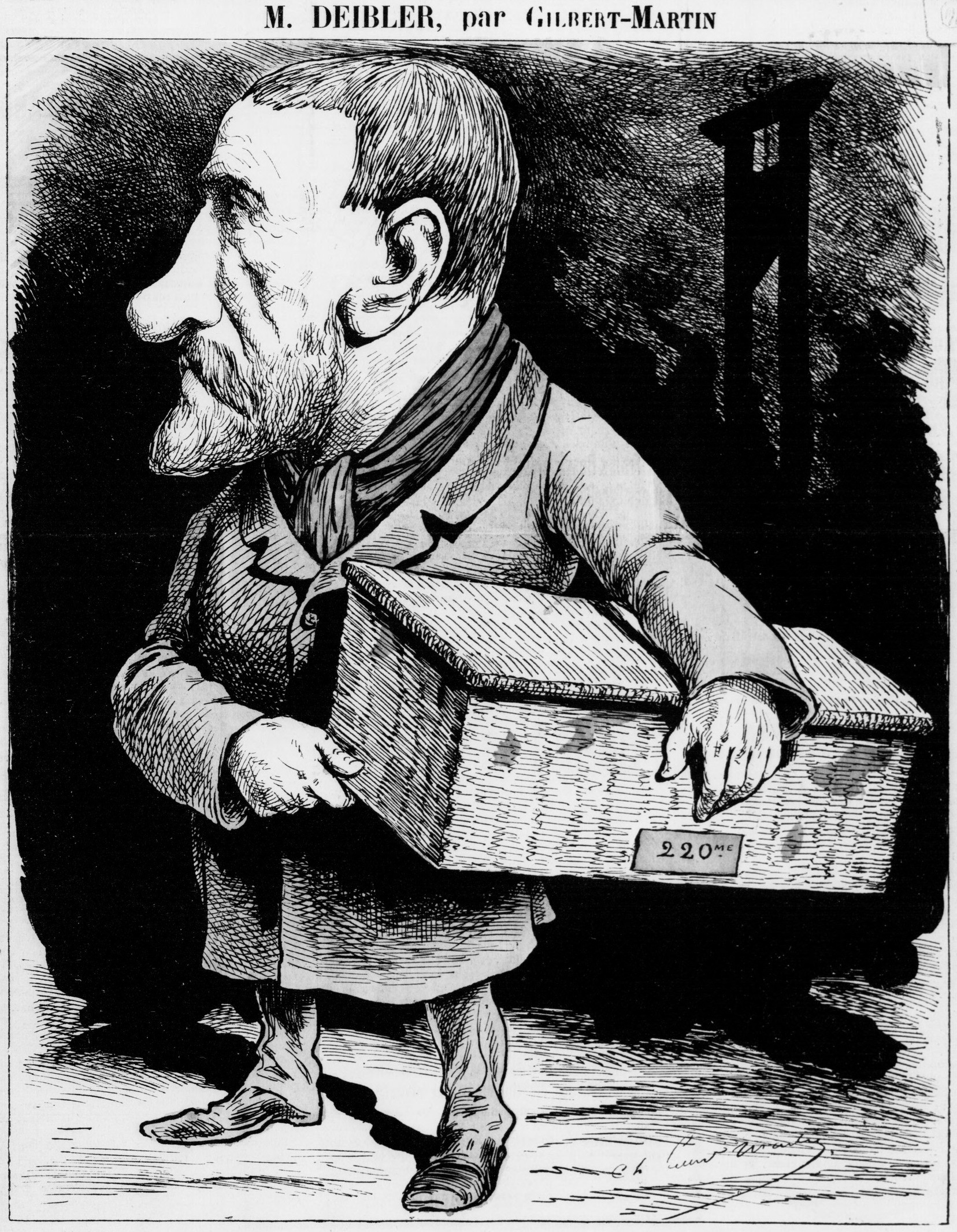
Caricature de Deibler par Charles Gilbert-Martin (Le Don Quichotte, 17 juillet 1892).

Durant sa carrière, il exécutera des assassins tels que Prévost, Campi, Pranzini, Eyraud, et également les anarchistes Ravachol, Vaillant, Henry, ainsi que l'assassin du président Sadi Carnot, Sante Geronimo Caserio. 
En 1890, il accueille au sein de l'équipe son fils Anatole Deibler. 
En 1894, ce catholique pratiquant vit la pénible expérience de décapiter un prêtre assassin : l’abbé Bruneau.
En 1897, un incident se produit : la maladresse d'un aide fait que Louis est aspergé de sang en plein visage. Dès l'exécution suivante, Louis Deibler demande de l'eau pour nettoyer le sang dont il est recouvert. Cette fois, il s'agit d'une hallucination. Louis Deibler vient de subir sa première crise d'hématophobie et celles-ci vont en s'accentuant. De plus en plus mal à l'aise, il remet le 28 décembre 1898 sa démission, qui est acceptée. Il est néanmoins encore forcé d'aller décapiter Joseph Vacher à Bourg-en-Bresse le 31 décembre 1898. Sa démission devient effective le 2 janvier suivant. Installé chez son fils Anatole, devenu son successeur, il meurt d'un cancer de la gorge le 6 septembre 1904. Il est inhumé au cimetière de Boulogne (division 2).

### Sources et bibliographie
- L. Bellard, « Le bourreau et la guillotine à Saint-Flour », Revue de la Haute Auvergne,‎ janvier/mars 1936, p. 239-252 (lire en ligne)
- Jacques Delarue, Le métier de bourreau : du moyen âge à aujourd"hui, Fayard, coll. « Grands documents contemporains », 1979, 439 p. (ISBN 978-2-213-02336-6)
- Frédéric Armand, Les bourreaux en France : du Moyen âge à l'abolition de la peine de mort, Paris, Perrin, 2012, 336 p. (ISBN 978-2-262-03798-7)
- André Bertrand, 200 ans de guillotine. Une histoire de l'abolition de la peine de mort en France, éditions Kindle, 2021, 762 p.